# Noor (restaurant)
Noor is een restaurant in Hoogkerk in de provincie Groningen. De naam verwijst naar de noordelijk gelegen provincie waarin het restaurant is gelegen. Kort na de opening in 2022 ontving het een Michelinster.

## Geschiedenis

### Gebouw
Het restaurant is gevestigd in de voormalig rooms-katholieke Theresiakapel uit 1927. Het gebouw is ontworpen door architect A.Th. van Elmpt. Voor de eredienst raakte het in onbruik, wel werden er culturele bijeenkomsten georganiseerd. In 2007 kreeg het de status van gemeentelijk monument. In 2019 werd de kapel aangekocht met de bedoeling er een restaurant in te vestigen.

### Restaurant
De eetgelegenheid is eigendom van chef-koks Jeroen en Marleen Brouwer. Zij leerden elkaar kennen tijdens hun koksopleiding. Het duo was van 2016 tot en met 2022 eigenaar van De Loohoeve te Schoonloo. In 2019 kochten ze de kapel in Hoogkerk met de bedoeling er een restaurant te openen dat een Michelinster zou kunnen behalen.
Het restaurant is geopend op 1 maart 2022 door Jonnie en Thérèse Boer.

### Erkenning
Nog geen drie maanden na de opening ontving het restaurant een Michelinster. De eetgelegenheid is in 2024 onderscheiden met 16,5 van de 20 punten in de GaultMillau-gids. De Nederlandse gids Lekker (tijdschrift) heeft Noor in hun top 100 staan, in 2024 stond het restaurant op plaats 38 en in 2025 op de 32ste plek, van beste restaurants van Nederland. In 2024 kwam Noor nieuw binnen op plaats 155 in de ranglijst van 555 Europese toprestaurants van het Amerikaanse restaurantplatform 'Opinionated About Dining'. Op de deze lijst was het het op twee na beste Nederlandse restaurant.